# Xeneboda
Xeneboda là một chi bướm đêm thuộc họ Tortricidae.

## Các loài
- Xeneboda kumasiana Razowski & Tuck, 2000